# 延安大学
延安大学坐落在陕西省延安市，是中国共产党创办的第一所综合性大学，現為陕西省人民政府与教育部共建大学，陕西省重点大学和陕西省高水平建设大学。

## 历史沿革

### 早期
- 1941年7月泽东青年干校（1940年5月成立）、中国女子大学（1939年7月成立）、陕北公学（1937年10月成立）三校合并，成为延安大学，吴玉章为校长。由中央文委领导。
- 1943年3月16日，延安大学、鲁迅艺术学院、延安自然科学院、民族学院、新文学干部学校合并，名称仍为延安大学，校长为吴玉章。延安大学下设鲁迅艺术学院、自然科学院、社会科学院、民族学院、新文字干部研究班、中学部。其中鲁迅艺术学院下设戏剧、音乐、美术、文学4个系；自然科学院下设化工、机械、农业3个系。
- 1944年4月7日，延安大学与行政学院（1940年7月成立）合并，周扬为延安大学校长。学校由边区政府领导。
- 1945年9月，延安大学大部分师生开赴东北。留下的规模缩小，撤院系设班。
- 1948年6月在洛川设立分校。
- 1949年5月23日，延安大学总校和分校、西北人民艺术学校、西北财经学校合并成立西北人民革命大学。至此，延安大学开始陆续迁入西安。

### 重建
- 1958年7月，陕西省人民政府决定恢复建设一所新的延安大学。1958年9月延安大学正式开学。
- 1966年“文化大革命”开始，学校教学工作秩序遭到严重破坏。
- 1971年9月30日，延安大学与北京农业大学合并，学校仍定名“延安大学”。
- 1972年3月6日，依照国务院指示，上述两校实施分离，原北京农业大学师生迁回北京。
- 1998年，延安大学与延安医学院、延安市人民医院合并成立新的延安大学。此时的延安大学成为陕西省省属重点综合大学。
- 2005年6月9日，陕西省人民政府、教育部共建延安大学。

## 组织架构
- 医学院
- 文学院
- 石油工程与环境工程学院
- 政法与公共管理学院
- 历史文化学院
- 经管学院
- 鲁迅艺术学院
- 外国语学院
- 数学与计算机科学学院
- 化学与化工学院
- 物理与电子信息学院
- 生命科学学院
- 教育科学学院
- 体育学院
- 继续教育学院
- 西安创新学院
- 建筑工程学院

## 知名校友
- 艾青　男（1910－1996），原名蒋澄海，浙江金华人。著名作家。[1]
- 艾思奇　男（1910.3.2-1966.3.22），原名李生萱，生于云南省腾冲县和顺乡水碓村，著名马克思主义哲学家。[1]
- 安波　（1915─1965），剧作家、音乐家，原名刘清禄，山东牟平人。[1]
- 布赫　（1926年3月-2017年5月 ），内蒙古土默特左旗人。著名政治家。[1]
- 蔡畅　女（1900～1990），原名咸熙，湘乡县永丰镇人。著名政治家。[1]
- 蔡诚　原名伍毅鸿，广东省普宁县人。著名政治家。[1]
- 蔡若虹　原名蔡雍， 笔名雷萌、张再学。著名作家。[1]
- 陈昌浩，（1906-1967），红军高级指挥员。[1]
- 陈荒煤，原名陈光美，湖北襄阳人。著名作家[1]